# Centro botánico del parque Roger Williams
El Centro botánico del parque Roger Williams en inglés: Roger Williams Park Botanical Center es un jardín botánico e invernaderos, de 1115 m² de extensión, que se encuentra en Providence, Rhode Island.

## Localización
Roger Williams Park Botanical Center Dalrymple Boathouse, 1000 Elmwood Avenue, Providence, Providence county, RI 02905 Rhode Island United States of America-Estados Unidos de América
Planos y vistas satelitales.41°47′9.5814″N 71°25′10.4514″O / 41.785994833, -71.419569833
Este jardín botánico tiene una serie de actividades para los colegiales que deben ser contratadas con antelación.
Está abierto diariamente.

## Historia
Desde la década de 1890, el "Roger Williams Park" ha sido la principal área de esparcimiento de Providence así como de los residentes de Rhode Island. Además del Centro Botánico, los principales atractivos turísticos son el "Roger Williams Park Zoo" reconocida a nivel nacional, el Museo de Historia Natural y el Planetario, el Casino, el Village Carousel, el templo de la música, las pistas de tenis Todd Morsilli, y el "Tim O'Neil baseball fie".

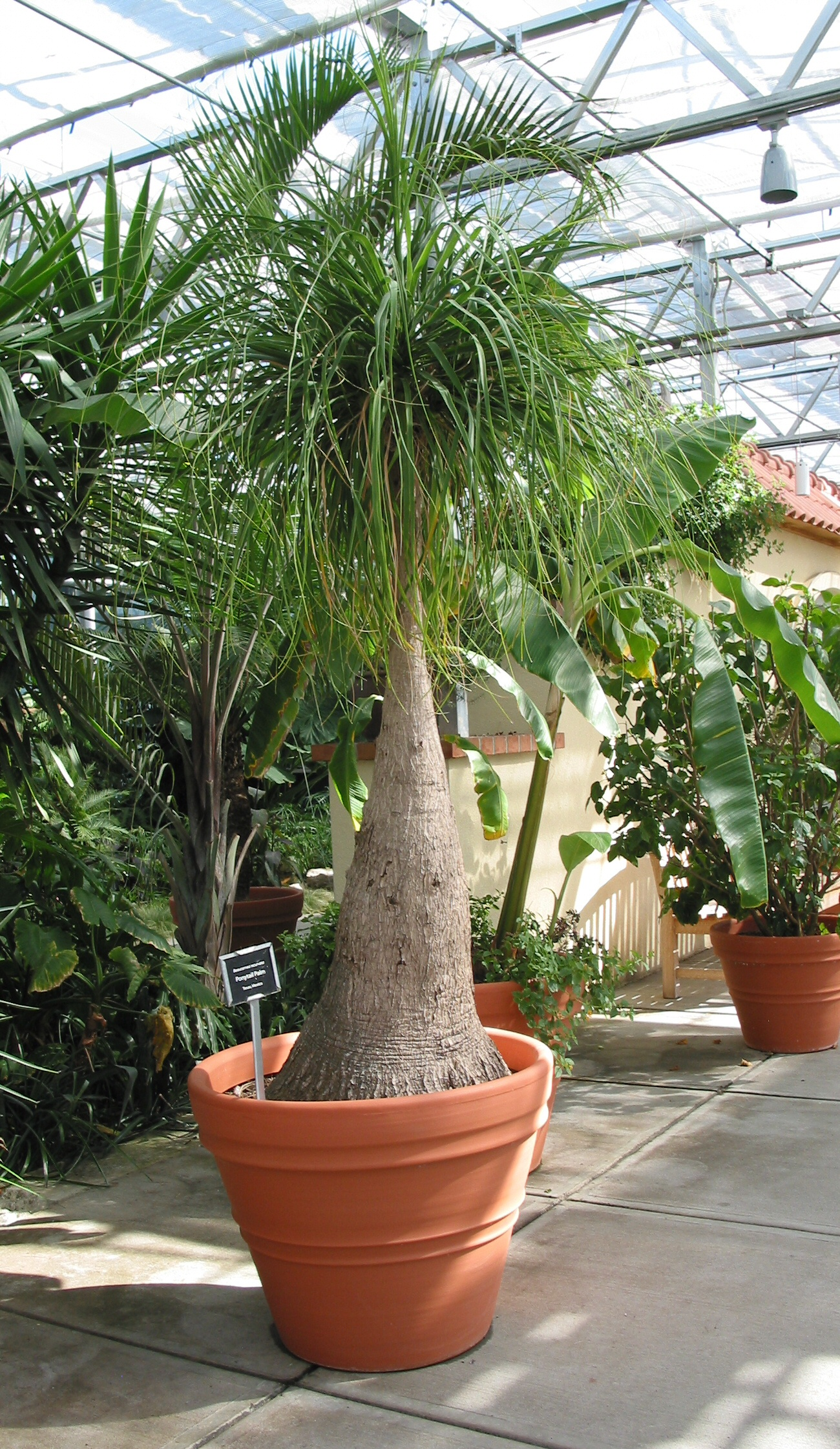
Ejemplar de Beaucarnea recurvata en el invernadero del Roger Williams Park Botanical Center.

Conocida como la "Jewel of Providence" (joya de Providence), el galardonado Roger Williams Park atrae a más de 3,5 millones de visitantes al año. Citado por el "national trust for Historic Preservation" como uno de los parques urbanos histórico más importante de Estados Unidos.
Con numerosos ejemplares de árboles maduros, impresionantes rosaledas, colinas y lagos esmeralda, el Williams Park Botanical Center Roger es el primero de su tipo en Rhode Island y uno de los pocos en la región. Los jardines exquisitamente diseñados despliegan múltiples niveles de especímenes vegetales, así como el invernadero con estructura de acero, forman un complejo de atractivos para los visitantes ocasionales y la educación.
El Centro Botánico ofrece educación en horticultura para las personas de todas las edades en diversos niveles a los ambientalmente afines, amantes de lo exótico, los solicitantes de belleza y jardineros ávidos de aprender nuevos modos de cultivo.

## Colecciones
En este jardín botánico hay numerosos especímenes de árboles maduros. Los jardines formales tienen numerosas variedades de plantas de flor de temporada. Hay varias rosaledas.
Son de destacar los invernaderos, pues el Centro Botánico incluye dos nuevos invernaderos abiertos en marzo del 2007, con estructuras de acero interconectados; el Conservatorio y la Sala del Mediterráneo. Hay más de 150 diferentes especies y variedades de plantas, incluyendo 17 tipos diferentes de palmeras. Todas las plantas, a excepción de las grandes palmeras, fueron instalados por personal del parque. Muchas de las plantas se salvaron de las viejos invernadero y replantadas, específicamente la mayoría de los cactus, agaves y Aloes.
En los invernaderos las plantas están realzadas con fuentes, un estanque de peces y una pequeña cascada. Es el jardín de interior más grande abierta al público en Nueva Inglaterra, que abarca unos 12.000 metros cuadrados de jardines interiores.